# Señores de Xibalbá
Según el Popol Vuh 
Los Señores de Xibalbá son los que rigen en el inframundo en la mitología maya, y son de carácter maligno. El camino hacia Xibalbá estaba plagado de peligros; escarpado, espinoso y por completo prohibido para los extraños. Lo gobernaban dos de los Señores/dioses de Xibalbá, Vucub-Camé y Hun-Camé.
La lista de los Señores de Xibalbá es:
- Hun-Camé
- Vucub-Camé
- Xiquiripat
- Cuchumaquic
- Ahalpuh
- Ahalcaná
- Chamiabac
- Chamiaholom
- Quicxic
- Patán
- Quicré
- Quicrixcac

Hun-Camé y Vucub-Camé eran los jueces supremos y los encargados de señalar sus funciones al resto. Cuchumaquic y Xiquiripat eran los encargados de causar derrames de sangre a los seres humanos. Ahalganá y Ahalpuh tenían como tarea hinchar a los hombres, hacer que las piernas le supuraran y teñirles de amarillo el rostro, a este último padecimiento se le conocía como chuganal. Chamiaholom y Chamiabac eran los alguaciles de Xibalbá y ostentaban como señal de su cargo una vara de hueso; su ocupación  consistía en adelgazar a la gente, hasta que no quedaba de ella más que huesos. Ahaltocob y Ahalmez tenían como oficio ocasionar desgracias a los hombres que se dirigían hacia su hogar. Por último, estaban Xic y Patán que eran los responsables de causar la muerte a los que andaban por los caminos, este tipo de fallecimientos se reconocían con facilidad ya que el lugar estaba lleno de la sangre que había vomitado el desafortunado, tras serles estrujados pecho y garganta por estos señores.
Fueron vencidos por los dioses gemelos Ixbalanqué y Hunahpú: Ixbalanqué decapitó a Hunahpú y le volvió a colocar la cabeza lo que divirtió tanto a los malvados señores que les pidieron que los decapitaran a ellos mismos y volvieran después a la vida. Los hermanos simularon obedecer y decapitaron a los dioses pero no recompusieron sus cuerpos con lo que los derrotaron para siempre y permitió triunfar al bien sobre el mal. Así, el mundo estuvo preparado para la creación de los hombres.